# Stigmoplusia chalcoides
Stigmoplusia chalcoides är en fjärilsart som beskrevs av Claude Dufay 1968. Stigmoplusia chalcoides ingår i släktet Stigmoplusia och familjen nattflyn. Inga underarter finns listade i Catalogue of Life.